# رأس الطابية
رأس الطابية هو أحد الأحياء التابعة لمعتمدية العمران بمدينة تونس ويقع في الجهة الغربية شمالي حي باردو. توجد به ثكنات عسكرية وحي للطلبة من أقدم الأحياء الطالبية بتونس العاصمة.
هذه المنطقة اتخذها الحفصيون منتزها لهم والمناطق المجاورة باردو وأريانة واشتهرت بالثكنة العسكرية الموجودة على طريق مفتاح سعد الله وهي في الأصل مقر إقامة لسلاطين بني حفص حولها الفرنسيون عند احتلالهم لتونس إلى ثكنة وسموها forgemol نسبة إلى قائدها وهو برتبة جنرال ( توفي 1897 ) وهو الذي آلت إليه قيادة العمليات العسكرية في بداية أشهر الاحتلال .